# جوشوا هيشت
جوشوا هيشت (بالإنجليزية: Joshua Hecht)‏ هو مغني أوبرا أمريكي، ولد في القرن العشرين في نيويورك في الولايات المتحدة، وتوفي في 29 مارس 2019.

## وصلات خارجية
- جوشوا هيشت على موقع ميوزك برينز (الإنجليزية)
- جوشوا هيشت على موقع أول ميوزيك (الإنجليزية)
- جوشوا هيشت على موقع ديسكوغز (الإنجليزية)